# Вільховатка (Пристенський район)
Вільховатка  (рос. Ольховатка) — присілок в Пристенському районі Курської області Російської Федерації.
Населення становить 21 особу. Входить до складу муніципального утворення Пристенська сільрада.

## Історія
Населений пункт розташований на території українського етнічного та культурного краю Східна Слобожанщина.
Від 2004 року входить до складу муніципального утворення Пристенська сільрада.

## Населення
| 2002 | 2010 |
| ---- | ---- |
| 58   | ↘21  |